# Moissy-Moulinot
Moissy-Moulinot és un municipi francès, situat al departament del Nièvre i a la regió de Borgonya - Franc Comtat. L'any 2007 tenia 26 habitants.

## Demografia

### Població
El 2007 la població de fet de Moissy-Moulinot era de 26 persones. Hi havia 8 famílies, de les quals 4 eren parelles sense fills i 4 parelles amb fills.
La població ha evolucionat segons el següent gràfic:
Habitants censats

### Habitatges
El 2007 hi havia 21 habitatges, 9 eren l'habitatge principal de la família, 7 eren segones residències i 5 estaven desocupats. Tots els 21 habitatges eren cases. Dels 9 habitatges principals, 7 estaven ocupats pels seus propietaris i 2 estaven llogats i ocupats pels llogaters; 2 tenien tres cambres, 4 en tenien quatre i 3 en tenien cinc o més. 9 habitatges disposaven pel capbaix d'una plaça de pàrquing. A 2 habitatges hi havia un automòbil i a 6 n'hi havia dos o més.

### Piràmide de població
La piràmide de població per edats i sexe el 2009 era:
| Homes | Edats   | Dones |
| ----- | ------- | ----- |
| 4     | 95 o +  | 0     |
| 4     | 90 a 94 | 8     |
| 4     | 85 a 89 | 4     |
| 4     | 80 a 84 | 8     |
| 16    | 75 a 79 | 20    |
| 8     | 70 a 74 | 16    |
| 16    | 65 a 69 | 8     |
| 20    | 60 a 64 | 32    |
| 4     | 55 a 59 | 8     |
| 24    | 50 a 54 | 8     |
| 16    | 45 a 49 | 8     |
| 4     | 40 a 44 | 12    |
| 20    | 35 a 39 | 24    |
| 32    | 30 a 34 | 20    |
| 8     | 25 a 29 | 8     |
| 8     | 20 a 24 | 12    |
| 8     | 15 a 19 | 16    |
| 8     | 10 a 14 | 32    |
| 16    | 5 a 9   | 16    |
| 12    | 0 a 4   | 32    |

## Economia
El 2007 la població en edat de treballar era de 17 persones, 16 eren actives i 1 inactiva. De les 16 persones actives 15 estaven ocupades (7 homes i 8 dones) i 1 aturada (1 home). L'única persona inactiva estava estudiant.
Activitats econòmiques
L'únic establiment que hi havia el 2007 era d'una empresa de serveis.

## Poblacions més properes
El següent diagrama mostra les poblacions més properes.